# Col Carson
Le col Carson (Carson Pass en anglais) est un col de montagne de la Sierra Nevada, situé à 2 637 mètres d'altitude, en Californie, aux États-Unis. Ce fut la plus importante voie d'accès terrestre pendant la ruée vers l'or en Californie et servit également au passage de marchandises arrivées par la mer en Californie pendant la guerre de Sécession jusqu'à l'ouverture du premier chemin de fer transcontinental en 1869.